# Compra de pànic

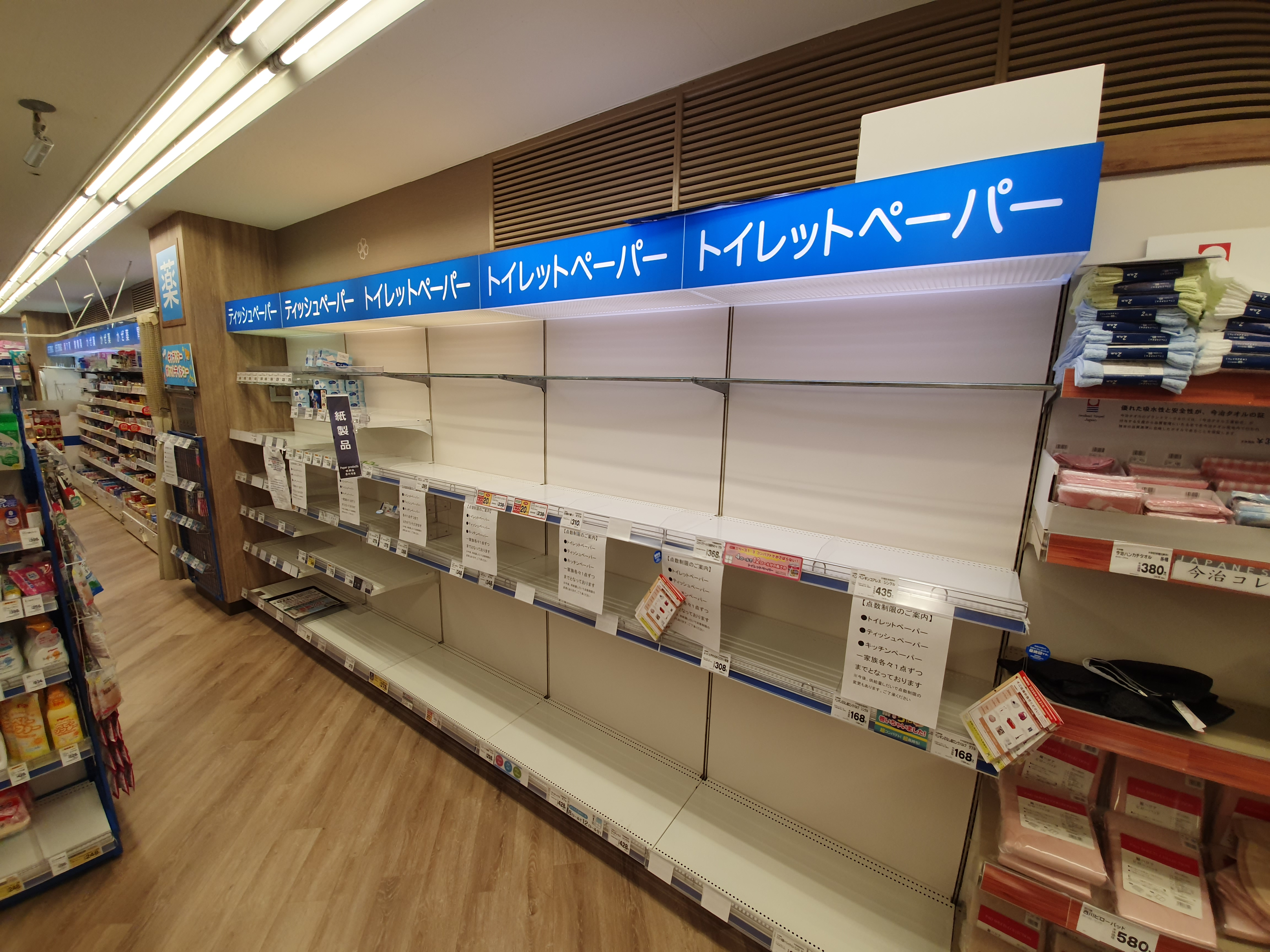
Prestatges del paper higiènic buits després de compres de pànic al Japó a causa del pandèmia de coronavirus de 2019–20. S'aprecia que la resta de prestatges segueixen plenament proveïdes.

Es coneix com a compres de pànic, o acaparament basat en la por, a l'acte de comprar quantitats inusualment grans d'un producte anticipant-se a, o després de, un desastre efectiu o percebut, o en anticipació davant d'un gran augment de preu o escassetat.
La teoria de comportament del consumidor, que és un gran àmbit d’estudi econòmic, s'interessa per aquest fenomen. Aquesta teoria intenta entendre per què la gent actua de forma col·lectiva en coses com modes, canvis en els mercats de valors, més compres de béns consumibles, compres excessives, acaparament i pànics bancaris.
Les compres de pànic poden portar a escassedat independentment de si el risc és real o percebut com una forma de profecia autocomplerta.

## Exemples
Abans, durant o després dels incidents següents s'ha registrat l'ocurrència de compres de pànic:
- Fam a Bengala de 1943[3]
- Crisi dels míssils a Cuba de 1962, dirigit a les compres de menjars enllaunats als Estats Units[4]
- La crisi del petroli del 1979 va conduir pànic per comprar aquest hidrocarbur per part del Japó.[5]
- Problema de l'any 2000
- Al gener i febrer de 2003, durant el brot de SARS, diverses rondes de compres de pànic de diversos productes (incloent sal, arròs, vinagre, oli vegetal, antibiòtics, màscares, i medicines tradicionals) van tenir lloc a la província xinesa de Cantó i en àrees veïnes com Hainan i Hong Kong.
- Protestes per alces de combustibles el 2000 i 2005 al Regne Unit.
- Explosions a la planta química de Jilin de 2005 a la Xina: compres de pànic per aigua i menjar
- Incendi de Buncefield de 2005
- Pandèmia de coronavirus de 2019–20: màscares, alcohol en gel, menjar i paper higiènic.[6][7]